# Allée du Rond-d'Eau
L'allée du Rond-d'Eau est une voie de circulation des jardins de Versailles, en France.

## Description
L'allée du Rond-d'Eau débute au nord-ouest sur l'allée de Saint-Cyr et se termine environ 450 m au sud-est sur l'allée des Hâ-Hâ.